# Хатум, Мона
Мона Хатум (англ. Mona Hatoumж род. 11 февраля 1952) — английская художница палестинского происхождения, стала известна благодаря серии перформансов и видео работ в 1980-х годах, с 1990-х работает в основном в жанре инсталляции.

## Биография
- 1952 — Родилась в Бейруте в семье палестинцев.
- 1975 — Осталась в Великобритании (в Ливане началась гражданская война).
- Училась в школе Байэма Шоу.
- 1981 — Окончила Школу искусств Слэйда.
- 1995 — Номинировалась на Премию Тернера.
- Живёт и работает в Лондоне.

## Творчество
Одна из самых известных женщин-художниц арабского происхождения, живущая и работающая на Западе. Мона Хатум получила широкое признание благодаря концептуальным работам, главным образом — перформансам, видео, объектам и инсталляциям. В центре внимания художницы была тема человеческих взаимоотношений — как ими манипулируют, как они зависят от класса, пола, расы, как они меняются и зависят от культурных различий и миграции. Её ранние работы имели политическую направленность. В начале 90-х произведения Хатум стали более концептуальными и тонкими, содержащими более сложное и многоуровневое исследование этих тем. Работы Моны Хатум преимущественно минималистичны по форме. В своих скульптурах Хатум трансформировала знакомые повседневные объекты, домашние предметы, такие как стулья, детские кровати и кухонную утварь, в вещи незнакомые, пугающие и опасные. Мона Хатум номинировалась на премию Тернера в 1995, участвовала в большом количестве выставок, в том числе в Венецианской Биеннале (1995 и 2005), Биеннале в Сиднее (2006).

## Работы
- Daybed (2008) — кухонная тёрка в виде кровати, чья острая поверхность может порезать плоть.
- Paravent (2008) — тёрка для сыра в виде ширмы для комнаты. Мона Хатум подвергает привычные предметы трансформации, которая тревожит и выглядит угрожающей.
- Untitled (Cut-Out 7, 2008) — повторяющийся орнамент оказывается вооружёнными солдатиками. Война, изгнание и жизненные состояния — постоянные темы в творчестве Хатум.
- Hanging Garden (2008) — инсталляция, состоящая из 100 мешков с проросшей травой, уложенных на высоту человеческого роста и длиной 10 метров. Мешки были наполнены зерном, которое продолжало прорастать во время шоу. Инсталляция напоминала красивую версию баррикады из мешков с песком, которые используют во время войны как укрытие для солдат.
- Nature Morte Aux Grenades (2008) — состоит из разных, пастельных по цвету объектов из стекла, похожих по форме на ручные гранаты, лежащих на стальной тележке. Разные цвета и расположение этих предметов напоминают декоративный орнамент. Эти красивые ручные гранаты представляют инструменты смерти и увечья, и в то же время, эстетически привлекательны.
- Mobile Home II (2006) — инсталляция, состоит из повседневных предметов (таких как игрушечные грузовики, стулья и чемоданы), которые перемещаются между двумя металлическими барьерами. Движение этих знакомых предметов вызывает чувство дискомфорта и утраты безопасности.
- Скульптура Hot Spot (2006) — земной шар из нержавеющей стали и неоновых трубок.
- Скульптура Twins (2006)
- Undercurrent (2004) — зловещая напольная инсталляция, состоящая из толстых электрических кабелей, которые сплетены в ковёр с лампочками в виде бахромы. Свет монотонно пульсирует.
- Traffic (2004)
- Grater Divide (2002)
- Cage-à-deux (2002)
- Мона Хатум, 2021.Webbed I (2002)
- Инсталляция «Свет в конце» (Light at the End, 2002) состоит из металлической рамы и пяти электрических элементов. Это выглядит как тёмный туннель с красным, оранжевым и жёлтым светом в конце. Этот цветной свет соблазняет зрителя, выглядя тёплым и привлекательным по контрасту с негостеприимной темнотой тоннеля. Однако, манящий свет — это ловушка. Только когда зритель подходит ближе, цветной свет открывает свой истинный характер как электрический и опасный. Теплота красного трансформируется в опасный кровавый цвет.
- Инсталляция «Мексиканская клетка» (The Mexican Cage, 2002) представляет собой разноцветную клетку для птиц. Её яркие дружелюбные цвета находятся в контрасте с враждебной природой клетки. Работа предлагает метафорическую связь между пойманной канарейкой и жизнью мексиканского фабричного рабочего.
- Homebound (2000)
- Sous Tension (1999)
- Инсталляция «Deep Throat» (1996) — путешествие при помощи эндоскопа через «интерьер» тела художника.
- «Corps étranger» (1994)
- «+ и -» («+ and -», 1994—2004) — кинетическая скульптура. Хатум механизировала практику создания и стирания. С частотой пять поворотов в минуту, гипнотическое движение и шуршание песка сопровождают полярность создания и разрушения, появления и исчезновения.

## Персональные выставки
- 2009 — Mona Hatoum, галерея Alexander and Bonin, Нью-Йорк.
- 2005 — Музей современного искусства, Сидней.
- 2005 — Mobile Home, галерея Alexander and Bonin, Нью-Йорк.
- 2004 — Hamburger Kunsthalle, Kunstmuseum Bonn, Magasin 3, Стокгольм.
- 2002 — Mona Hatoum, галерея Alexander and Bonin, Нью-Йорк.
- 2000 — Tate Britain, Лондон.
- 1999 — Castello di Rivoli, Турин.
- 1999 — Mona Hatoum, галерея Alexander and Bonin, Нью-Йорк.
- 1998 — Музей современного искусства, Нью-Йорк.
- 1997 — Музей современного искусства, Чикаго.
- 1994 — Centre Pompidou, Париж.

## Признание
Премия Джорджа Мачюнаса (2000, Висбаден), премия Соннинга (2004, Копенгаген), премия Рольфа Шока (2008), премия Жуана Миро (2011, см.: ).